# Acne Studios

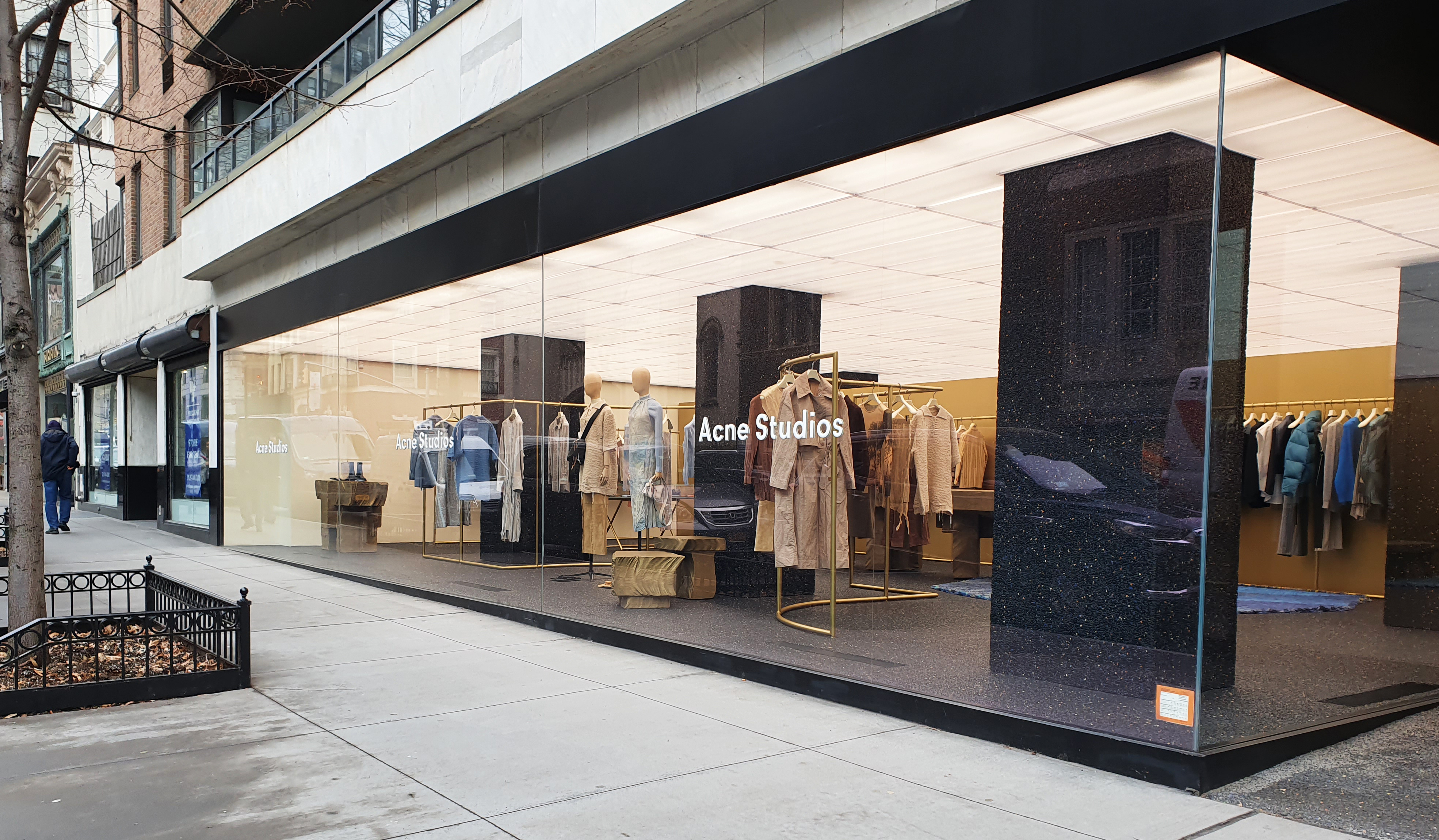
Ladengeschäft in der Madison Avenue, New York City (Februar 2020)

Acne Studios ist ein schwedisches Modehaus, das aus dem 1996 in Stockholm gegründeten ACNE-Projekt hervorging. Das Unternehmen hat sich ab Anfang der 2000er Jahre von seiner ursprünglichen Fokussierung auf Denim und Jeans zu einer international bekannten Modemarke für zeitgenössische Damen- und Herrenbekleidung, Schuhe und Accessoires im höheren Preissegment entwickelt. Prêt-à-porter-Mode von Acne Studios wird während der Pariser Modewochen auf dem Laufsteg präsentiert und weltweit in eigenen Ladengeschäften, über den gehobenen Einzelhandel und online verkauft.

## Unternehmensgeschichte

### Anfänge
1996 gründeten Jonny Johansson und Tomas Skoging mit Freunden das ACNE-Projekt, eine in die Einzelprojekte Acne Advertising (Werbeagentur), Acne Art Department (Designstudio), Acne Digital (Webdesign), Acne Film (Filmproduktion), Acne Jeans (Mode) und Acne JR (Kinderspielzeug) unterteilte Kreativagentur. Das Projekt war inspiriert von Andy Warhols Factory. Erste Aufträge kamen von den schwedischen Modeunternehmen Whyred und J. Lindeberg. Das Büro wurde auf der Stockholmer Einkaufsstraße Drottninggatan eingerichtet.
Der Name Acne, welcher auch im Schwedischen eigentlich für die Hauterkrankung Akne steht, ist laut Johansson ein Akronym für „Ambition to Create Novel Expressions“ (dt. „Ehrgeiz, neuartige Ausdrucksformen zu erschaffen“), während Tomas Skoging 2015 behauptete, das Akronym habe anfangs für „Associated Computer Nerd Enterprises“ (dt. etwa „Vereinigte Computerfreak-Unternehmungen“) gestanden.
Während die meisten ACNE-Mitarbeiter aus den Anfangsjahren Grafikdesigner waren, hatte Johansson, ein gelernter Möbeldesigner, zuvor für den Jeanshersteller Diesel gearbeitet. 1997 ließ Johansson 100 Paar in Schweden gefertigte, schmal geschnittene Unisex-Jeans mit roten Nähten produzieren und verteilte sie als PR-Aktion für ACNE an Freunde und Geschäftspartner. Durch eine befreundete Stylistin wurden die Jeans in der schwedischen Elle gezeigt, woraufhin schwedische Einzelhändler die Jeans bestellten. Nach einer Berichterstattung in der Londoner Lifestyle-Zeitschrift Wallpaper sowie einer ersten Bestellung des Luxuskaufhauses Fred Segal in Beverly Hills stieg die internationale Nachfrage nach Acne-Produkten an. Folglich erstellte Johansson 1998 zunächst mithilfe der schwedischen Designerin Ann-Sofie Back eine komplette, progressive Modekollektion, die anfangs unter dem Namen Acne Action Jeans und schließlich als Acne Jeans vermarktet wurde.

### Expansion als Acne Studios

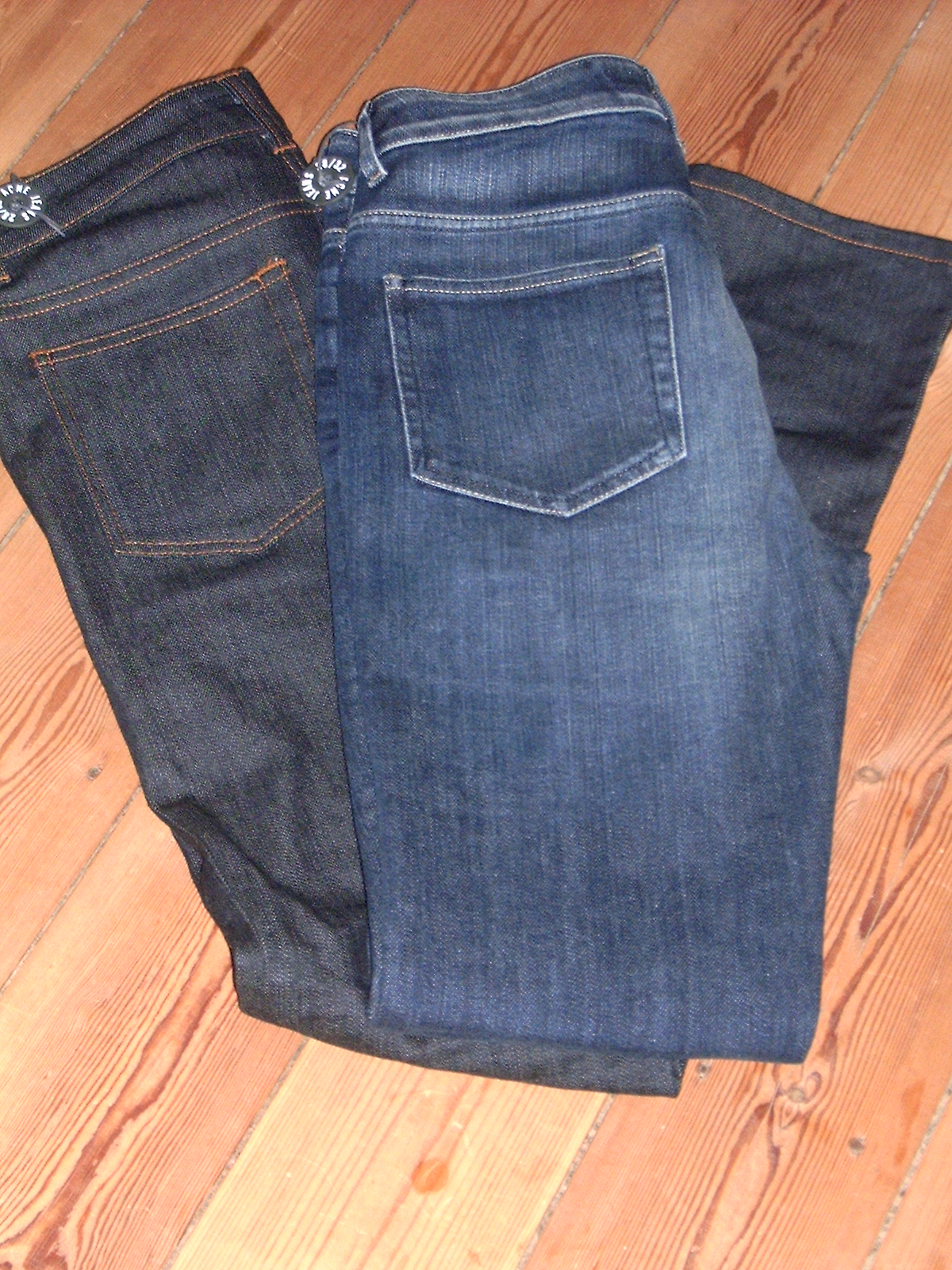
Acne Jeans-Modelle (2005)

2003 wurde das erste Acne-Jeans-Ladengeschäft in Stockholm eröffnet. Spätere Ladengeschäfte wurden in Zusammenarbeit mit dem schwedischen Architekten Andreas Fornell im minimalistisch-modernen Stil gestaltet. Das erste Geschäft außerhalb Schwedens eröffnete 2005 in Zusammenarbeit mit Andreas Murkudis, Bruder von Kostas Murkudis, in Berlin. 2006 wurde Acne Jeans in Acne Studios umbenannt und aus dem ACNE-Kollektiv ausgegliedert, nachdem man damit begonnen hatte, die einzelnen Acne-Ladengeschäfte als „Acne-Studios“ zu bezeichnen. Im gleichen Jahr stieg ein mit 21 % am Unternehmen beteiligter Investor ein, und Acne startete den eigenen Onlineshop. 2008 öffnete in der Greene Street in SoHo (Manhattan) der erste Acne-Laden in den USA.
Seit 2004 gibt Acne zweimal jährlich die Lifestyle-Zeitschrift Acne Paper heraus. 2006 ging Acne eine Zusammenarbeit mit Tretorn Sweden über eine Reihe Sneakers ein, 2008 folgte über mehrere Saisons eine hochpreisige Kollaboration mit Lanvin über je eine Denim-basierte Bekleidungskollektion für Damen und Herren im Stil der beiden Modehäuser. Im Geschäftsjahr 2008/2009 setzte Acne Studios über 40 Mio. Euro um, davon etwa die Hälfte über die eigenen Geschäfte. Ab 2009 wurden die Damen- und Herrenkollektionen von Acne Studios im Rahmen der London Fashion Week auf dem Laufsteg präsentiert. 2010 betrieb Acne Studios 28 eigene Boutiquen, überwiegend in Nordeuropa. Seit 2011 präsentiert das Unternehmen seine Prêt-à-porter-Herrenkollektion bei der Paris Fashion Week, seit 2013 auch die Damenkollektion. 2010 brachte Johansson eine limitierte Kollektion von Möbeln unter dem Markennamen Acne Studios heraus. 2012 setzte das Unternehmen 89 Mio. Euro um.

Eine angebotene Unternehmensübernahme, etwa durch Kering, hat das Unternehmen jahrelang abgelehnt. Ende 2018 übernahmen die chinesische Investmentgesellschaft IDG Capital und das Hongkonger Modeunternehmen I.T  30,1 % bzw. 10,9 % der Unternehmensanteile von Investment AB Öresund, Creades und Pan Capital. Mikael Schiller und Jonny Johansson blieben jedoch Mehrheitseigner.

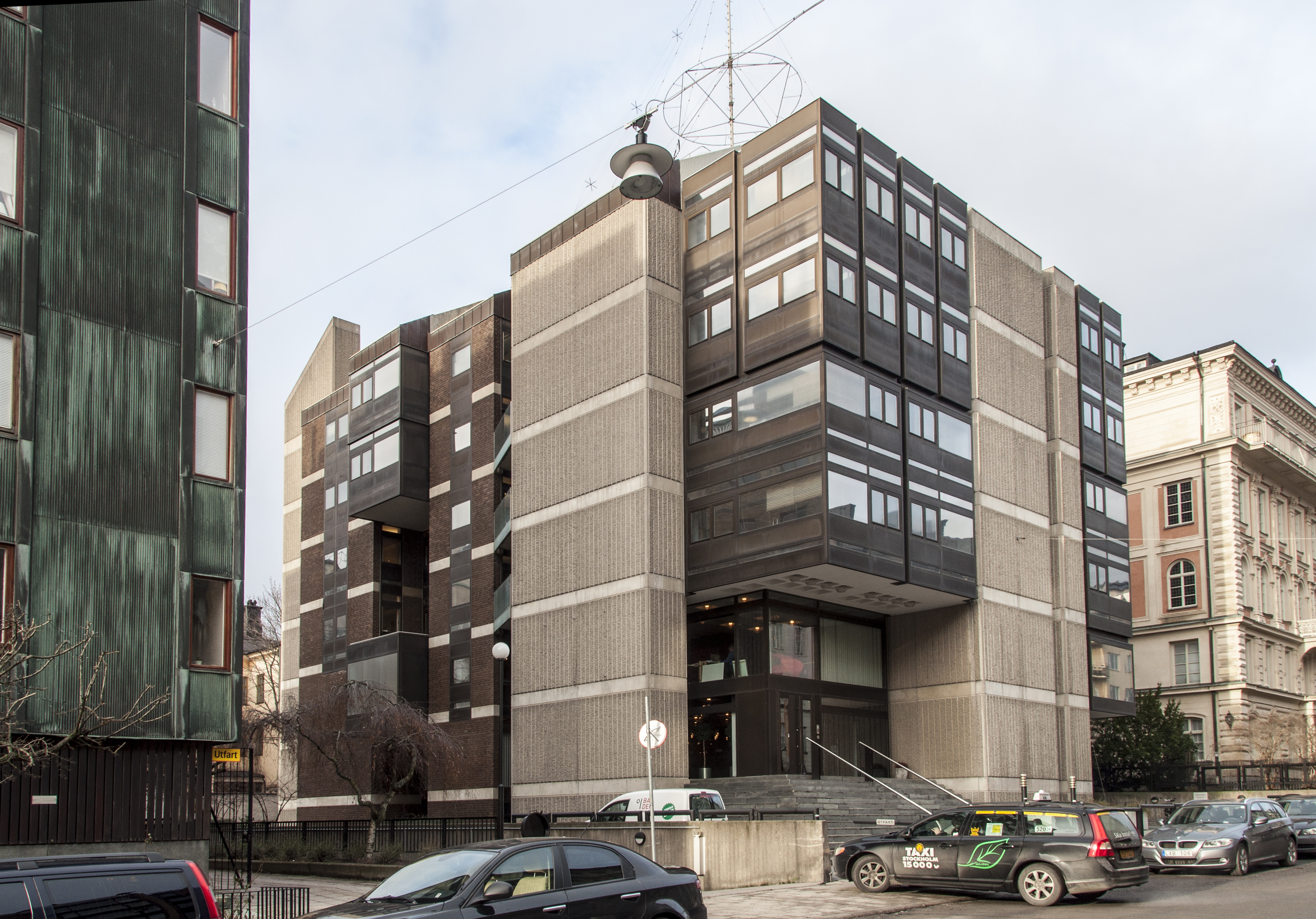
Hauptsitz Granen 21 (2014)

2019 verlegte das Unternehmen seinen Firmensitz von der Gamla stan (Lilla Nygatan 23) in die Floragatan 13 (Granen 21) in Stockholm, das ehemalige tschechoslowakische Botschaftsgebäude. An der Neugestaltung des von Jan Bočan entworfenen, denkmalgeschützten brutalistischen Gebäudes waren auch der Acne-Kreativdirektor Jonny Johansson sowie viele weitere Designer beteiligt.
Im Geschäftsjahr 2019/20 existierten weltweit 60 Acne Studios-Boutiquen, darunter mehrere Shops-in-Shop in größeren Kaufhäusern, wie beispielsweise Galeries Lafayette oder Shinsegae. Weltweit werden um die 800 Einzelhändler und Onlinehändler beliefert und über 700 Menschen beschäftigt. Der Acne-Jahresumsatz lag bei 2,34 Mrd. Kronen, umgerechnet über 200 Millionen Euro.

### Übrige Acne-Unternehmen
Die ehemaligen Unterprojekte Acne Advertising, Acne Art Department, Acne Digital und Acne Film wurden in der Marketing- und Designagentur Acne zusammengefasst, welche unabhängig vom Modeunternehmen Acne Studios besteht. 2017 wurde die Agentur mit ihren 80 Mitarbeitenden in Stockholm, London und Berlin von Deloitte übernommen.
Der Spielzeugmarke Acne JR gehört dem Stockholmer Spielzeugatelier JR Work Shop.

## Personen und Stil

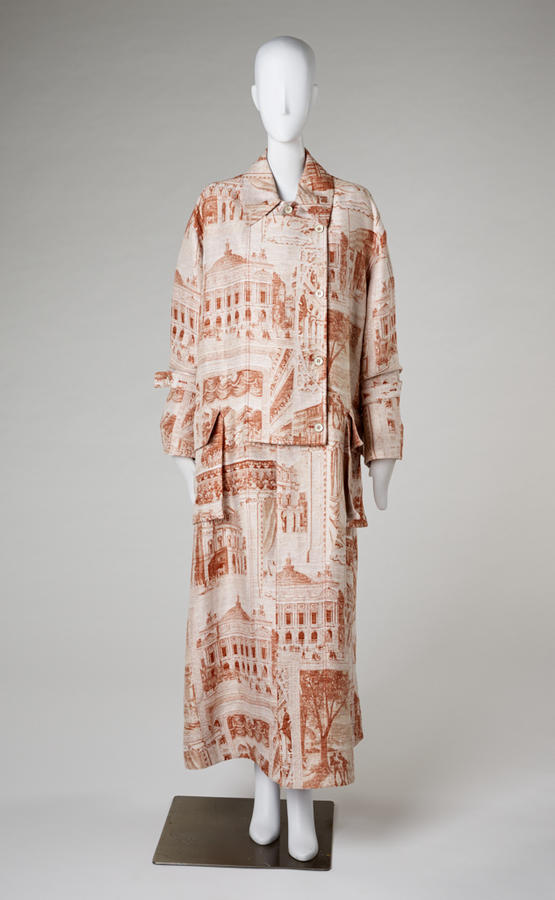
Mantel mit gewebtem Toile-de-Jouy-Muster von Acne Studios, 2019

Kreativdirektor ist nach wie vor Jonny Johansson, der einem Team von Designern vorsteht. Mikael Schiller kam 2001 von der Handelshochschule Stockholm zu Acne, weil er eine Arbeit geschrieben hatte, wie das wirtschaftlich angeschlagene Acne-Projekt zu restrukturieren sei, und übernahm die operative Geschäftsleitung. 2011 zog sich Schiller zurück und wurde Executive Chairman (dt. etwa Verwaltungsratsvorsitzender), neuer CEO wurde Mattias Magnusson. Johansson und Schiller besitzen jeweils 26 % des Unternehmens, weitere 4 % gehören den Mitarbeitenden.
Bis heute präsentiert Acne Studios Mode-Kollektionen im schlichten skandinavischen Design-Stil in meist einfarbigen Stoffen und modernen Schnitten für eine jugendliche Zielgruppe. Zu den Klassikern der Marke gehört die knöchelhohe Damen-Stiefelette Pistol mit breitem Absatz und Reißverschluss.

## Trivia
Das Stockholmer Ladengeschäft von Acne Studios liegt am Norrmalmstorg in der ehemaligen Filiale der durch die Geiselnahme am Norrmalmstorg bekannten Kreditbanken.